# محمد الموسوي الشيرازي
السيد محمد الموسوي الشيرازي (12 مايو 1894 - 11 أكتوبر 1971)، والمعروف باسم سلطان الواعظين الشيرازي («أمير الخطباء من شيراز»)، كان عالمًا شيعيًا بارزًا. قام بتأليف كتاب ليالي بيشاور، وهو عبارة عن سرد للمناقشة العامة بين الشيعة والسنة التي جرت في بيشاور على مدى 10 ليالٍ ابتداءً من 27 يناير 1927.
ولد سلطان الواعظين الشيرازي في طهران في 12 مايو 1894 الموافق عام 1314 هـ. بعد إنهاء دراسة الإبتدائية في طهران، انتقل مع والده إلى كربلاء ودرس في الحوزات.

## التعليم
1326 هـ ذهب إلى العراق ومدينة كربلاء مع والده ودرس فيها. خلال العامين اللذين مكث فيهما هناك، أكمل تعليمه مع فاضل مرندي وشهرستاني. عاد إلى طهران بعد فترة من الوقت وبعد وفاة والده عام 1351 هـ، وذهب إلى قم ودرس مع علماء مثل عبد الكريم الحائري اليزدي. والسيد محمد سيد حجة، والسيد محمد تقي الخونساري ومحمدعلی شاه‌آبادی.

## إجازة الرواية والنقل
تم منح سلطان الواعظين اجازة الرواية والنقل من قبل المراجع والعلماء في الحوزة، بما في ذلك عبد الكريم الحائري اليزدي وعبدالله مامقانی وآقا ضياء الدين العراقي والسيد أبو القاسم طباطبائي الغروي والسيد شهاب الدين المرعشي النجفي. تم طباعة نص هذه الإجازات في نهاية كتاب ليالي بيشاور.

## الرحلات والمناظرات التبليغية

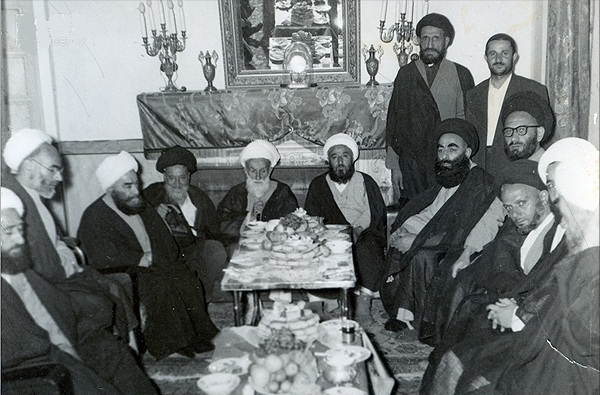
سلطان الواعظین الشیرازي مع الشیخ محمد رضا تنکابني، والشیخ علي أکبر برهان و بعض علماء طهران

لاستكمال معرفته، سافر السيد محمد إلى العراق وسوريا وفلسطين والأردن ومصر وباكستان والهند. خلال هذه الرحلات، ناقش القضايا الدينية مع العديد من مجموعات اليهود والمسيحيين والبراهمة والمسلمين السنة. أدت نتائج هذه الرحلات إلى كتابات قام بها، بما في ذلك كتاب ليالي بيشاور، والفرقة الناجية، مائة مقالة سلطانية، حول الإنجيل والتوراة والقرآن الكريم وأيضاً بالفارسية كروه رستكاران (مجلدان)، شبهاي بيشاور، صد مقاله سلطاني.

## الوفاة
توفى عن عمر 77 عام في 17 من شعبان 1391هـ بالعاصمة طهران، ونُقل إلى قم، ودُفن في مقبرة أبو حسين.

## نظرة عامة
وبحسب الكتاب، فقد شارك في نقاش عام بين المسلمين الشيعة والسنة. يقال أن النقاش قد دار في بيشاور وهي مدينة حدودية تربط ولاية البنجاب بأفغانستان (الآن في باكستان، التي كانت في ذلك الوقت جزءًا من الهند البريطانية) بدءًا من 27 يناير 1927. بحسب المقدمة:
وكان شرط الحوار أن المصادر التي يتم الإستشهاد بها تكون المصادر الوحيدة المقبولة لدى الطائفتين هي التي سيتم ذكرها. تم الحوار باللغة الفارسية، وهي لغة شائعة في مدينة بيشاور. تم نشر النص، الذي أعده أربعة صحفيين ونشر في الصحف اليومية، في شكل كتاب في طهران وسرعان ما أصبح دليل ومصدر كلاسيكي في الشرق. يستند هذا العمل إلى الطبعة الرابعة التي نُشرت في طهران عام 1971، وهو العام الذي توفي فيه سلطان الواعظين عن عمر يناهز 75 عامًا.